# Rakownia
Rakownia – średniej wielkości wieś sołecka w Polsce położona w województwie wielkopolskim, w powiecie poznańskim, w gminie Murowana Goślina, na skraju Parku Krajobrazowego Puszcza Zielonka, w odległości 2 km na południowy wschód od Murowanej Gośliny.

## Historia
Wieś szlachecka, własność wojewody płockiego Piotra Potulickiego, około 1580 roku leżała w powiecie poznańskim województwa poznańskiego.
W 1580 r. należała doPiotra Potulickiego, wojewody płockiego, a w końcu XVIII w. - Władysława Gurowskiego. Potem jej właścicielem był książę Saksonii-Attenburg. 
W latach 1975–1998 miejscowość administracyjnie należała do województwa poznańskiego.

### Przyszłość
Najprawdopodobniej Rakownia stanie się dzielnicą Murowanej Gośliny ze względu na szybką rozbudowę. Okoliczne tereny są już podzielone i sprzedawane jako działki budowlane i rekreacyjne.

## Usługi
Obecnie we wsi znajdują się dwa sklepy, świetlica i strażnica OSP oraz przedszkole.